# Cáncer de trompa uterina
El cáncer primario de trompa de Falopio'(PFTC), a menudo llamado como cáncer de trompas o cáncer de trompa uterina, es una neoplasia maligna que se origina en la trompa de Falopio.

## Síntomas
La ubicación interna de las trompas de Falopio dificulta el diagnóstico temprano. Los síntomas son inespecíficos y pueden consistir en dolor y flujo vaginal o sangrado. Se puede detectar una masa pélvica en un examen ginecológico de rutina.
El flujo vaginal en el carcinoma de trompa de Falopio resulta de la hidrosalfinge intermitente, también conocida como hydrops tubae profluens.

## Patología
El tipo de cáncer más común dentro de esta enfermedad es el adenocarcinoma; en la serie más grande de 3.051 casos según lo informado por Stewart et al. El 88% de los casos cayeron en esta categoría. Según su estudio, la mitad de los casos estaban pobremente diferenciados, 89% unilateral, y la distribución mostró un tercio de cada uno con enfermedad local solamente, con enfermedad regional solamente y con extensiones distantes. Las formas más raras de neoplasia tubárica incluyen leiomiosarcoma y carcinoma de células de transición.
Como el tumor a menudo está enredado con el ovario adyacente, puede ser el patólogo y no el cirujano quien determine que la lesión es de origen tubárica.

El cáncer tubárico secundario generalmente se origina en el cáncer de los ovarios, el endometrio, el tracto gastrointestinal, el peritoneo y el seno.

## Diagnóstico
La estadificación de la Federación Internacional de Ginecología y Obstetricia (FIGO) se realiza al momento de la cirugía:
- Etapa 0: carcinoma in situ.[6]
- Etapa I: crecimiento limitado a las trompas de Falopio.[6]
- Etapa II: crecimiento que involucra una o ambas trompas de Falopio con extensión a la pelvis.[6]
- Etapa III: tumor que involucra una o ambas trompas de Falopio con diseminación fuera de la pelvis.[6]
- Etapa IV: crecimiento que involucra una o más trompas de Falopio con metástasis a distancia.[6]

## Tratamiento
El enfoque inicial para el cáncer de trompas es generalmente quirúrgico y similar al del cáncer de ovario. Como la lesión se extenderá primero al útero y al ovario adyacentes, una histerectomía abdominal total es una parte esencial de este abordaje, ya que elimina los ovarios, las trompas y el útero con el cuello uterino. Además, se toman lavados peritoneales , se extrae el epiplón y se toman muestras de los ganglios linfáticos pélvicos y paraaórticos. Puesta en escena en el momento de la cirugía y los hallazgos patológicos determinarán pasos adicionales. En casos avanzados cuando el cáncer se ha diseminado a otros órganos y no se puede extirpar por completo, la cirugía citorreductora se usa para disminuir la carga tumoral para los tratamientos posteriores. Los tratamientos quirúrgicos suelen ir seguidos de quimioterapia adyuvante, generalmente basada en platino. La radioterapia se ha aplicado con cierto éxito a pacientes con cáncer de trompas por indicaciones paliativas o curativas.

## Pronóstico
El pronóstico depende en gran medida de la etapa de la afección. En 1991 se informó que aproximadamente la mitad de los pacientes con enfermedad en estadio avanzado sobrevivieron 5 años con un enfoque quirúrgico seguido de quimioterapia basada en cisplatino.

## Frecuencia
El cáncer de trompas se piensa que es un cáncer primario relativamente raro entre las mujeres, que representan el 1 al 2 por ciento de todos los cánceres ginecológicos. En los EE. UU., el cáncer de trompas tenía una incidencia de 0,41 por cada 100.000 mujeres de 1998 a 2003. La distribución demográfica es similar a la del cáncer de ovario, y la mayor incidencia se encuentra en mujeres blancas no hispanas de 60 a 79 años. Sin embargo, la evidencia reciente sugiere que el cáncer de trompas es mucho más frecuente.
Se está acumulando evidencia de que las personas con mutaciones de BRCA1 y BRCA2 tienen un mayor riesgo de desarrollar Primary fallopian tube carcinoma (PFTC).